# Griffinia ornata
Griffinia ornata är en amaryllisväxtart som beskrevs av Thomas Moore. Griffinia ornata ingår i släktet Griffinia och familjen amaryllisväxter. Inga underarter finns listade i Catalogue of Life.